# Nonchalanté Rodríguez
Nonchalanté Rodriguez (Slowpoke Rodriguez en anglais) est un personnage de fiction de Looney Tunes, cousin de Speedy Gonzales.

## Description
Contrairement à Speedy, qui est rapide, Nonchalanté est terriblement lent. Si les apparitions de Speedy, la souris la plus rapide du Mexique, sont rythmées avec de la musique rapide, celles de Nonchalanté, la souris la plus lente du Mexique, sont couvertes par un trombone ou un tuba grave gémissant, montrant la fatigue et la lenteur du personnage. Il est tout maigre, car il n'est pas assez rapide pour aller chercher sa nourriture tout en échappant aux Grosso Minetos dont Grosminet, et c'est pour cette raison qu'il demande souvent de l'aide à Speedy.
Néanmoins, face à Grosminet, il sait bien se défendre. Ses yeux lancent des éclairs hypnotiques dans le cartoon Rapido de la cabeza et il a un énorme revolver dans sa poche.
Sa chanson préférée est La cucaracha qu'il entonne sur un rythme aussi lent que lui-même, à l'inverse du tempo traditionnel de cet air populaire.